# Tra la terra e il cielo
Tra la terra e il cielo (Masaan) è un film del 2015 diretto da Neeraj Ghaywan.
Il film, presentato al Festival di Cannes 2015 nella sezione "Un Certain Regard", mostra in parallelo due storie d'amore nell'India di oggi, segnata ancora profondamente dalle differenze di casta.

## Trama
A Benares, Devi ha un incontro amoroso con Piyush in una stanza di albergo, interrotto da un'irruzione della polizia. I due vengono terrorizzati e il ragazzo, chiusosi in bagno, tenta il suicidio. L'ispettore Mishra si reca dal padre di Devi, un bramino che si è ridotto a fare il commerciante presso il Gange, al quale, alla morte del ragazzo, chiede 300.000 rupie per mettere a tacere lo scandalo che potrebbe nascere dalla divulgazione della storia che ha coinvolto la figlia. Si tratta di una cifra spropositata, da raccogliere in soli tre mesi, ma i due non sembrano avere scelta. La ragazza odia il padre dal momento in cui questi, quando lei aveva sei anni, avrebbe trascurato la malattia che poi avrebbe portato alla morte della madre. Lui, che ha avuto la vita rovinata da quella disgrazia, ora vede allontanarsi definitivamente anche la figlia, e intanto però consolida il legame con Jhonta, un bambino senza famiglia che lo aiuta nel suo lavoro.
Intanto nella stessa città, Deepak, uno studente di ingegneria civile appartenente ad una famiglia che si occupa della cremazione dei defunti che le famiglie di fede induista portano sulle rive del Gange, si innamora di Shaalu, studentessa di una casta molto più alta. Dopo un breve corteggiamento, tra i due nasce un profondo sentimento e lei si dice noncurante delle inevitabili opposizioni che certamente porranno i propri genitori. Durante un pellegrinaggio, proprio con la propria famiglia, Shaalu è vittima di un incidente stradale fatale che la porta ed essere cremata proprio ad opera di Deepak che, ignaro di tutto, la riconosce dall'anello che portava sin da bambina.
Disperato, deve sopportare anche l'abbandono di un fratello che mette in serie difficoltà economiche la sua famiglia. Deepak avrebbe l'anello prezioso della sua amata ma, in un momento di disperazione, lo getta nel Gange. In seguito ritrova la forza per finire gli studi e trovare un buon impiego ad Allahabad col quale crearsi un futuro e dare una mano ai suoi.
Anche Devi si è data da fare e dopo un impiego redditizio nelle ferrovie ha deciso di trasferirsi ad Allahabad dove specializzarsi nei suoi studi e realizzarsi. Il padre, disperato alla scadenza della consegna dei soldi al poliziotto ricattatore, è provvidenzialmente salvato dal piccolo Johnta che in un'immersione nel Gange ha trovato proprio l'anello prezioso gettato da Deepak.
Infine, sulle sponde del Gange ma ad Allahabad, Deepak nota una ragazza che piange e le si avvicina. È Devi. Un barcaiolo propone ad entrambi di salire per raggiungere Sangam, un posto sacro per gli hindù. I due salgono e fanno conoscenza.

## Riconoscimenti
Il film ha ottenuto a Cannes il premio FIPRESCI della stampa e un premio speciale per la sua categoria "Un Certain Regard". In India ha anche ottenuto il premio nazionale Indira Ghandi come miglior debutto alla regia da parte di Neeraj Ghaywan.